# Мустафаєв Сервер Рустемович
Сервер Рустемович Мустафаєв (нар. 5 травня 1986) — кримський правозахисник, координатор «Кримської солідарності», політв'язень.

## Життєпис
21 травня 2018 року співробітники Федеральної служби безпеки Російської Федерації провели обшук вдома у Сервера Мустафаєва в Бахчисараї і забрали його до Сімферополя.
Звинувачили його за ч. 2 ст. 205.5 («Участь у діяльності терористичної організації», до 20 років позбавлення волі), ч. 1 ст. 30 і ст. 278 КК РФ («Приготування до насильницького захоплення влади», до 10 років позбавлення волі).
Адвокат Мустафаєва розповів, що єдиною доказом проти його є аудіозапис з декількома короткими репліками, в тому числі питанням, який Сервер Мустафаєв поставив під час зустрічі в мечеті 2 грудня 2016 року. Мустафаєв хотів знати, чи може подобатися людина «в загальному», але при цьому викликати ненависть за якийсь певний вчинок і розвинув думку. Про цю зустріч було відкрито оголошено заздалегідь. Незважаючи на це слідство дійшло висновку, що Мустафаєв взяв участь в таємному зібранні ісламістської організації «Хізб ут-Тахрір».
16 вересня 2020 року був засуджений російським військовим судом до 14 років колонії суворого режиму.

## Визнання як політв'язня, підтримка
Російський правозахисний центр «Меморіал» включив Сервера Мустафаєва до програм «Підтримка політзеків».
Amnesty International та міжнародна організація Front Line Defenders вимагають негайного звільнення Мустафаєва.
За даними Human Rights Watch, засуджені тюремні терміни проти Мустафаєва та шести інших кримських татар є частиною моделі політично вмотивованих переслідувань, що відбуваються з моменту анексії Криму Російською Федерацією.
Резолюція ГА ООН «Ситуація з правами людини в Автономній Республіці Крим та м. Севастополь, Україна» від 16 грудня 2021 року висловила глибоку стурбованість у зв'язку з тим, що російська влада застосовує тортури для отримання «зізнань» у ході політично мотивованих процесів, свавільні затримання й арешти українських громадян, включаючи Сервера Мустафаєва.

## Нагороди
- Орден «За заслуги» ІІІ ступеня (21 серпня 2020) — за значний особистий внесок у державне будівництво, соціально-економічний, науково-технічний, культурно-освітній розвиток України, вагомі трудові здобутки та високий професіоналізм[7]